# Jastreb
Jastreb (Bulgaars: Ястреб, Yastreb, Turks: Çakırlar) is een dorp in het zuiden van Bulgarije. Het dorp is gelegen in de gemeente Kardzjali in de oblast Kardzjali. Het dorp ligt hemelsbreed 12 km ten noordoosten van Kardzjali en 201 km ten zuidoosten van de hoofdstad Sofia.

## Bevolking
Het dorp Jastreb had bij een schatting van 2020 een inwoneraantal van 344 personen. Dit waren 10 mensen (-2,8%) minder dan 354 inwoners bij de officiële census van februari 2011. De gemiddelde jaarlijkse groei in die periode komt daarmee uit op -0,29%, hetgeen hoger is dan het landelijk jaarlijks gemiddelde over deze periode (-0,63%). In 1985 woonden er echter nog 757 personen in het dorp: veel etnische Turken (en andere moslims) verlieten in 1989 Bulgarije als gevolg van de assimilatiecampagnes van het communistisch regime van Todor Zjivkov, waarbij alle Turken en andere moslims in Bulgarije christelijke of Bulgaarse namen moesten aannemen en afstand moesten doen van hun islamitische gewoonten.
- 1934 442
Koninkrijk Bulgarije
- 1946 512
Volksrepubliek Bulgarije
- 1956 590
Volksrepubliek Bulgarije
- 1965 664
Volksrepubliek Bulgarije
- 1975 694
Volksrepubliek Bulgarije
- 1985 757
Volksrepubliek Bulgarije
- 1992 522
Republiek Bulgarije
- 2001 329
Republiek Bulgarije
- 2011 354
Republiek Bulgarije
- 2020 344
Republiek Bulgarije

- Koninkrijk Bulgarije
- Volksrepubliek Bulgarije
- Republiek Bulgarije

In het dorp wonen grotendeels etnische Turken. In de optionele volkstelling van 2011 identificeerden 351 van de 353 ondervraagden zichzelf als etnische Turken - oftewel 99,4% van alle ondervraagden.
| Etnische samenstelling van de respondenten (2011) | Etnische samenstelling van de respondenten (2011) | Etnische samenstelling van de respondenten (2011) | Etnische samenstelling van de respondenten (2011) | Etnische samenstelling van de respondenten (2011) |
| ------------------------------------------------- | ------------------------------------------------- | ------------------------------------------------- | ------------------------------------------------- | ------------------------------------------------- |
|                                                   |                                                   |                                                   |                                                   |                                                   |
| Bulgaren                                          | Bulgaren                                          |                                                   | 0,0%                                              | 0,0%                                              |
| Turken                                            | Turken                                            |                                                   | 99,4%                                             | 99,4%                                             |
| Roma                                              | Roma                                              |                                                   | 0,0%                                              | 0,0%                                              |
| Anders/Onbekend                                   | Anders/Onbekend                                   |                                                   | 0,6%                                              | 0,6%                                              |